# Ophélie Texier
Pour les articles homonymes, voir Texier.
 (septembre 2016).
Si vous disposez d'ouvrages ou d'articles de référence ou si vous connaissez des sites web de qualité traitant du thème abordé ici, merci de compléter l'article en donnant les références utiles à sa vérifiabilité et en les liant à la section « Notes et références ».
Ophélie Texier, née le 12 mai 1970 à la Varenne-Saint-Hilaire, est une illustratrice française, auteure d'album pour enfants dont les personnages sont le plus souvent des animaux anthropomorphes.

## Biographie
Après des études de graphisme à l'École de communication visuelle à Paris, Ophélie Texier reçoit l'enseignement de Grégoire Solotareff avant de débuter aux éditions de L'École des loisirs. Elle y crée une série, Les Petites Familles, sur des familles peu représentées dans les albums pour les jeunes enfants (homoparentales, immigrées, nombreuses, recomposées, enfants adoptés, orphelins, jumeaux, uniques).
Elle publie également plusieurs albums chez Gallimard (une série Maman et bébé mettant en scène une mère et son petit sur des sujets de la vie quotidienne), ainsi que des documentaires pour enfants en livres animés chez Nathan. Elle signe ainsi les quatre premiers volumes de la collection « Minikidi », et créée la collection « Coucou petit… » qui raconte le quotidien des petits des animaux. Elle crée ensuite, pour Actes Sud junior, le personnage de Crocolou, un petit né d'une mère crocodile et d'un père loup.

## Publications
| - 1997 : Maman ourse a un gros ventre (ISBN 2-211-04549-9) - 1998 : Un chameau c'est rigolo (ISBN 2-211-04726-2) - 1998 : Le Gros Bateau (ISBN 2-211-04818-8) - 1998 : Papa loup (ISBN 2-211-04907-9) ; rééd. 1999 (ISBN 2-211-05432-3) - 1998 : Une, deux, trois (ISBN 2-211-05065-4) - 1999 : Alou, coiffeur pour lion (ISBN 2-211-05285-1) - 1999 : Nounou kangourou (ISBN 2-211-05197-9) ; rééd. 2002 (ISBN 2-211-06775-1) - 1999 : Une sirène verte, coll. « Un livre de bain » (ISBN 2-211-05283-5) - 1999 : La Souris masquée (ISBN 2-211-05113-8) - 1999 : Zoé a 2 ans (ISBN 2-211-05145-6) - 2000 : Élodie, reine des fourmis (ISBN 2-211-05825-6) - 2001 : Chacun cherche son chien (ISBN 2-211-06440-X) - 2001 : Mon papa ours (ISBN 2-211-06259-8) - 2002 : Gare aux guilis ! (ISBN 2-211-06559-7) - 2002 : Lili et Lilou (ISBN 2-211-06556-2) - 2002 : Mon ami le chien (ISBN 2-211-06250-4) - 2002 : Un nid pour mes petits (ISBN 2-211-06534-1) - 2004 : Il fait nuit Coll. « Loulou et Compagnie » (ISBN 2-211-06668-2 et 978-2211066686) - 2005 : Le Loup obéissant (ISBN 2-211-07991-1) - 2005 : La Maman crocodile (ISBN 2-211-07993-8) - 2005 : L'Oiseau des îles (ISBN 2-211-07989-X) Série Les Petites Familles : - 2004 : Camille a deux familles (ISBN 2-211-07461-8) - 2004 : Jean a deux mamans (ISBN 2-211-07457-X) - 2004 : Lili vient d'un autre pays (ISBN 2-211-07406-5) - 2004 : Malik est fils unique (ISBN 2-211-07459-6) - 2005 : Albert vit chez sa grand-mère (ISBN 2-211-07741-2) - 2005 : Barnabé a été adopté (ISBN 2-211-07744-7) - 2005 : Fleur a une petite sœur (ISBN 2-211-07736-6) - 2005 : Max et Jo sont jumeaux (ISBN 2-211-07738-2) - 2006 : Louise a une famille nombreuse (ISBN 2-211-08350-1) Série Maman et bébé : - 1999 : vol. 1 Bébé souris a peur la nuit (ISBN 2-07-052890-1) - 1999 : vol. 2 Bébé lapin veut un câlin (ISBN 2-07-052893-6) - 1999 : vol. 3 Bébé éléphant est un gourmand (ISBN 2-07-052891-X) - 1999 : vol. 4 Bébé ours a un bobo (ISBN 2-07-052892-8) - 2000 : vol. 5 Bébé chat a toujours froid (ISBN 2-07-054094-4) - 2000 : vol. 6 Bébé chien n'aime pas le bain (ISBN 2-07-054095-2) - 2000 : vol. 7 Bébé loup cherche son doudou (ISBN 2-07-054320-X) - 2000 : vol. 8 Bébé rhinocéros s'ennuie (ISBN 2-07-054321-8) | Coll. « Minikidi » : - 2003 : vol. 1 Mon ami : avec des animations pour découvrir comment s'aident les animaux (ISBN 2-09-250141-0) - 2003 : vol. 2 Ma maison : avec des animations pour découvrir où vivent les animaux (ISBN 2-09-250142-9) - 2003 : vol. 3 Mes petits : avec des animations pour découvrir les petits des animaux (ISBN 2-09-250143-7) - 2003 : vol. 4 Mon goûter : avec des animations pour découvrir ce que mangent les animaux (ISBN 2-09-250144-5) Coll. « Coucou petit… » : - 2005 : Coucou petit panda ! (ISBN 2-09-250495-9) - 2005 : Coucou petit crocodile ! (ISBN 2-09-250496-7) - 2005 : Coucou petit kangourou ! (ISBN 2-09-250497-5) - 2005 : Coucou petit manchot ! (ISBN 2-09-250498-3) - 2006 : Coucou petit canard ! (ISBN 2-09-250877-6) - 2006 : Coucou petit chien ! (ISBN 2-09-250878-4) - 2006 : Coucou petit chat ! (ISBN 2-09-250879-2) - 2006 : Coucou petite tortue ! (ISBN 2-09-250880-6) Coll. « Crocolou » : - 2007 : Crocolou aime avoir peur (ISBN 978-2-7427-6463-1) - 2007 : Crocolou aime les câlins (ISBN 978-2-7427-6464-8) - 2007 : Crocolou aime les voyages (ISBN 978-2-7427-6465-5) - 2007 : Crocolou aime ses copains (ISBN 978-2-7427-6466-2) - 2007 : Crocolou aime le sport (ISBN 978-2-7427-6997-1) - 2007 : Crocolou aime les gâteaux (ISBN 978-2-7427-6998-8) - 2008 : Crocolou aime la nature (ISBN 978-2-7427-7181-3) - 2008 : Crocolou aime sa petite sœur (ISBN 978-2-7427-7182-0) - 2008 : Crocolou aime être beau (ISBN 978-2-7427-7723-5) - 2008 : Crocolou aime le père Noël (ISBN 978-2-7427-7724-2) - 2008 : Crocolou aime son doudou (ISBN 978-2-7427-7725-9) - 2009 : Crocolou aime être amoureux (ISBN 978-2-7427-8083-9) - 2009 : Crocolou aime sa nounou (ISBN 978-2-7427-8082-2) - 2009 : Crocolou aime la fête ! (ISBN 978-2-7427-8356-4) - 2009 : Crocolou aime son papa (ISBN 978-2-7427-8357-1) - 2009 : Crocolou aime les saisons (ISBN 978-2-7427-8496-7) - 2009 : Crocolou aime l'école (ISBN 978-2-7427-8495-0) - 2010 : Crocolou aime son chien (ISBN 978-2-7427-8710-4) - 2010 : Crocolou aime cuisiner (ISBN 978-2-7427-8709-8) - 2010 : Crocolou aime sa maman (ISBN 978-2-7427-8985-6) - 2010 : Crocolou aime les livres (ISBN 978-2-7427-8984-9) - 2011 : Crocolou aime jardiner (ISBN 978-2-7427-9593-2) - 2011 : Crocolou aime dire non (ISBN 978-2-7427-9592-5) - 2016 : Crocolou aime dessiner (ISBN 978-2-330-06637-6) |

- 2023 : Une cabane por Crocolou  (ISBN 9782330176006)
- 2023 : Crocolou part en voyage  (ISBN 9782330175764)